# Journal du Ladakh
Le Journal du Ladakh (Ladakh Kyi Akbar tibétain : ལ་དྭགས་ཀྱི་ཨག་བར།, Wylie : la dwags kyi ag bar), créé en 1903 ou 1904, est un journal mensuel publié, selon l'anthropologue Rann Singh Mann, en bodhi ou bothi, la langue écrite des Ladakhis, élaborée à partir de l'écriture tibétaine et du ladakhi. C'est, selon le porte-parole du gouvernement tibétain en exil Thubten Samphel et la spécialiste des religions asiatiques Amy Holmes-Tagchungdarpa, le premier organe de presse moderne en langue tibétaine à avoir vu le jour,.
Le Journal du Ladakh fut lancé par August Hermann Francke de la mission Morave à Leh en 1903. Il abordait les événements de l'actualité et la géographie. Il cessa de paraître en 1908,.
Bien que ses éditeurs eussent déclaré envisager utiliser ce journal pour promouvoir les écrits laïcs en tibétain, il comportait d'importantes colonnes à contenu évangélique, ce qui frustrait son lectorat.

## Histoire
En 1904, August Hermann Francke, un missionnaire morave en poste au Ladakh, espérant y populariser l’écriture, lance le premier journal entièrement écrit en tibétain, les Nouvelles du Ladakh,. Il l’écrit en écriture cursive, U-mé, souhaitant l’opposer à l’U-can qu’il pense être réservée aux textes religieux.
Le journal est initialement manuscrit avant d'être produit par des moyens lithographiques à la presse missionnaire morave à Leh au Ladakh où il est diffusé par divers moyens dans la région du petit Tibet où les moraves avaient leurs missions et où la culture prédominante était tibétaine.
Ce journal mensuel comporte trois sections : l’une consacrée aux nouvelles internationales tirées du Bombay Guardian, une autre sur des textes ladakhis et la troisième à caractère prosélyte. Il fut notamment question de l’expédition Younghusband de 1904. La seconde partie comportait des extraits des chroniques anciennes du Ladakh et enthousiasma les Ladakhis lorsqu’il fut question de la conquête Dogra (en) du début du XIXe siècle. À ce sujet, Francke recueillit notamment les mémoires de Khalatse qui seront publiées en 1938-1939 par Walter Asboe. La troisième partie, quant à elle, se propose d’utiliser les proverbes ladakhis pour faire passer le message chrétien. Malgré des problèmes de distribution, le journal aurait passé de main en main la frontière avec le Tibet. Cette première mouture du journal cessera au départ de Francke en 1908 puis l’idée d’un journal sera reprise par Asboe qui ajoutera des illustrations, puis par les époux Pierre et Catherine Vittoz, les derniers missionnaires européens à Leh. Ces derniers travailleront notamment avec Eliyah Tseten Phuntsog en éditant des pamphlets anti-communistes dans les années 1950. Il faut souligner aussi que, parmi les 150 exemplaires de la première édition, 20 furent envoyés à Darjelling. De plus, il est important de noter que l’imprimerie de Keylong avait pour abonnés la Bibliothèque Nationale de Berlin ou le professeur Tucci.